# Raiatea
Raiatea (tahit. Raʻiātea) – wyspa na Oceanie Spokojnym, w Polinezji Francuskiej, część archipelagów Wysp Towarzystwa i Wysp Pod Wiatrem.
Jej powierzchnia wynosi 238 km², co plasuje ją na drugim miejscu pod względem powierzchni wśród wysp Polinezji. Jest górzystą wyspą pochodzenia wulkanicznego. Jej najwyższy wierzchołek przekracza wysokość 1000 m n.p.m. Z sąsiednią wyspą Tahaa połączona jest rafą przybrzeżną.
Administracyjnie wyspa podzielona jest na trzy gminy: Uturoa, Taputapuatea i Tumaraa. W 2017 roku zamieszkiwało ją 12 825 mieszkańców.
Główną miejscowością wyspy jest Uturoa, będąca jednocześnie stolicą archipelagu Wysp Pod Wiatrem. Większość populacji wyspy zamieszkuje obszary wiejskie.
Główne produkty pochodzące z wyspy to: kopra, masa perłowa, kapok, pomarańcze, wanilia i tytoń.